# ZF Sachs
ZF Sachs AG, también conocida como Fichtel & Sachs, fue una conocida empresa familiar alemana dedicada a la industria mecánica, fundada en la ciudad bávara de Schweinfurt en 1895. En su última época como empresa independiente, la compañía se llamaba Fichtel & Sachs AG.
En 1997 quedó bajo el control del grupo Mannesmann AG, y pasó a llamarse Mannesmann Sachs AG. En 2001, Sachs pertenecía a ZF Friedrichshafen como empresa subsidiaria de ZF Sachs AG. En 2011, ZF Sachs, al igual que otras filiales del Grupo, se fusionó legalmente con ZF Friedrichshafen AG y las unidades de negocio independientes integradas en las divisiones de ZF. Desde entonces, Sachs se ha convertido en una marca de la compañía matriz.
La oficina central para el desarrollo, producción y venta de productos de la marca Sachs permaneció en Schweinfurt, donde se ubica la planta más grande del proveedor automotriz ZF Friedrichshafen.
En la actualidad, Fichtel & Sachs es un fabricante alemán de piezas de automoción, que produce componentes para transmisiones y suspensiones. En el pasado, la empresa también había producido rodamientos de bolas, motores de motocicletas, piezas de bicicletas y, a través de su filial Sachs Motorcycles, bicicletas motorizadas, ciclomotores, motocicletas y quads (ATV).

## Historia

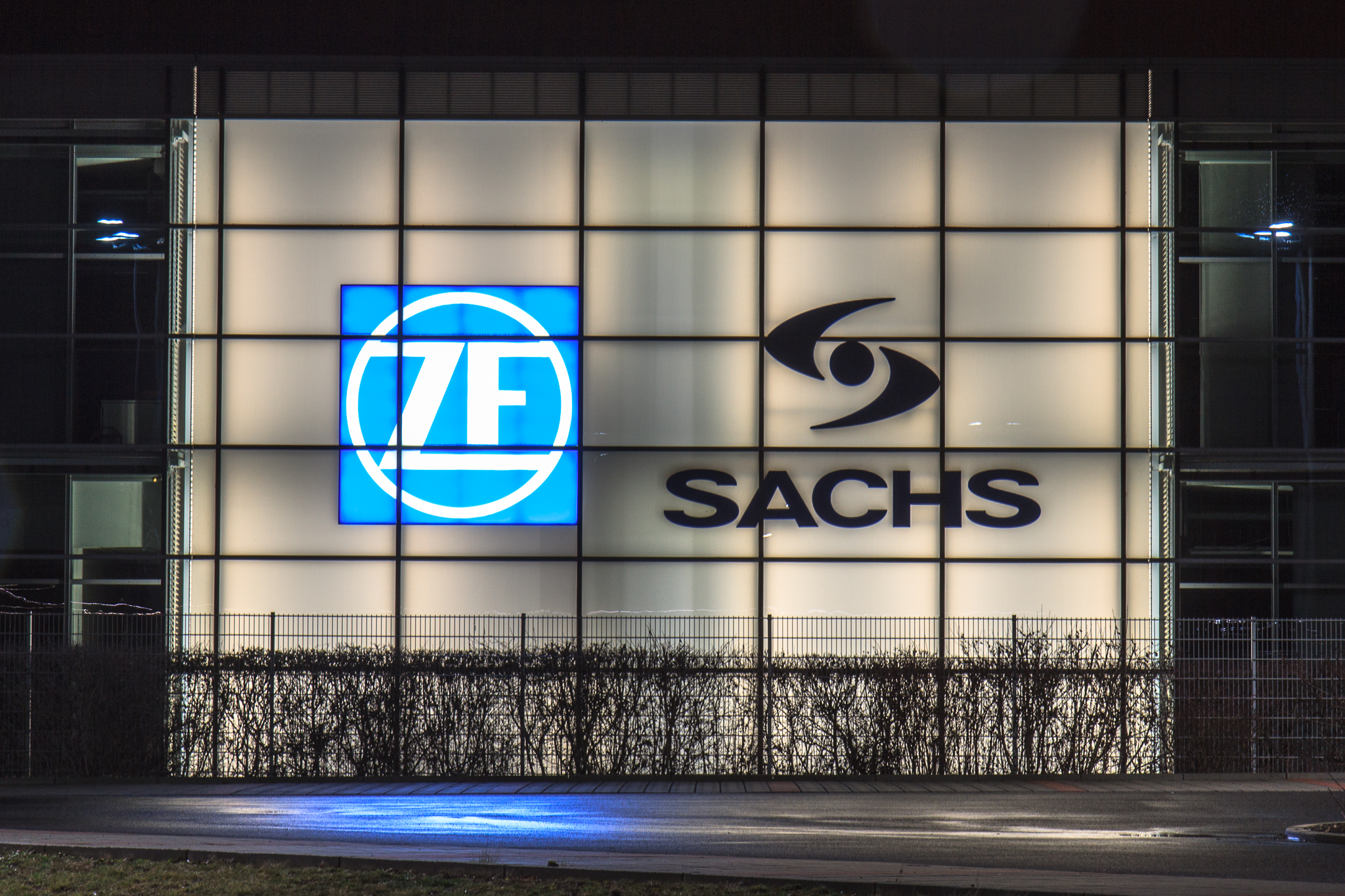
Logotipo en la planta de producción de Schweinfurt (2012)

### Época de Ernst Sachs

#### Comienzos

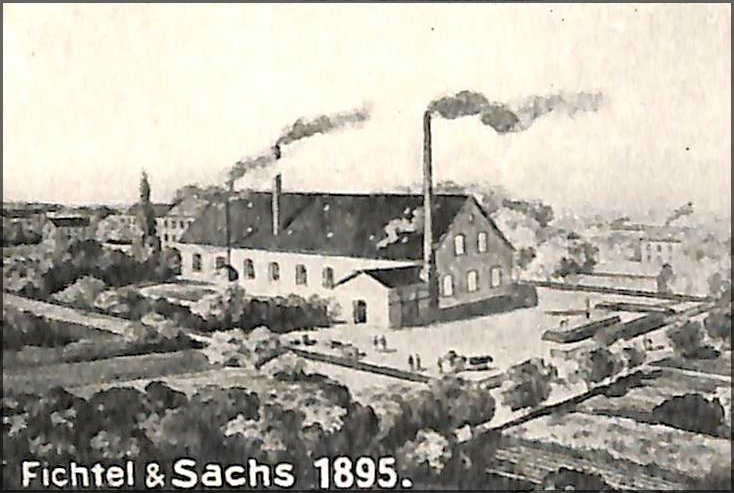
Planta de producción de Schweinfurt (1895)

En 1894 Ernst Sachs hizo sus primeros intentos de diseñar bujes de bicicleta, con la primera patente registrada el 23 de noviembre sobre rodamientos de bolas para bicicletas con banda de rodadura deslizante. El 1 de agosto de 1895, Ernst Sachs (director técnico) y Karl Fichtel (dirección comercial) fundaron la Fábrica de Rodamientos de Bolas de Precisión de Schweinfurt (Fichtel & Sachs como oHG) con un capital de fundación de 15.000 marcos alemanes, comenzando a fabricar sus primeros rodamientos de bolas y bujes de bicicleta. En 1896, la fábrica de Schweinfurt ya empleaba a 70 trabajadores, que producían entre 50 y 70 bujes al día.

#### Inventos mundialmente famosos

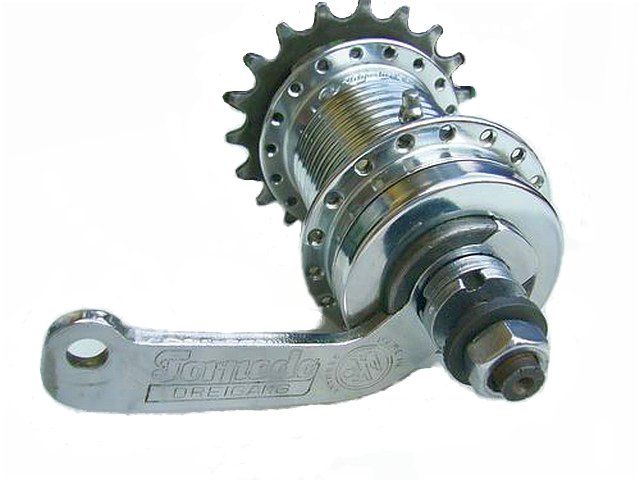
Engranaje de bicicleta "Torpedo" de Sachs

- 1889: Rueda libre para bicicletas de Ernst Sachs.[5]
- 1903: Freno de retroceso de Ernst Sachs.[5]
- 1903: Buje de rueda libre Torpedo: componente de bicicleta con rueda libre integrada y freno de montaña, de Ernst Sachs.

Fichtel & Sachs no inventó el sistema de engranajes y cadena de la bicicleta moderna, pero contribuyó a su desarrollo y al de muchos de sus componentes básicos mejorando su diseño durante décadas.

##### Patente internacional
Después de la invención del buje de rueda libre "Torpedo" en 1903, Ernst Sachs fue el primero en tener la idea de no patentar todo el producto, sino de patentar en todo el mundo solo un componente, sin el que nadie podría construir una bicicleta moderna. Esto llevó a la piratería de productos en China en ese momento, con falsificaciones confusamente similares. Después de la invención del conocido buje de rueda libre, precedido de ocho años de trabajo, el invento estaba tan desarrollado que apenas cambió durante muchas décadas. Su éxito permitió que la empresa creciese rápidamente, y en 1905 ya empleaba a 1800 trabajadores y su producción anual ascendía a 382.000 bujes "Torpedo".

#### Etapa de rápido crecimiento

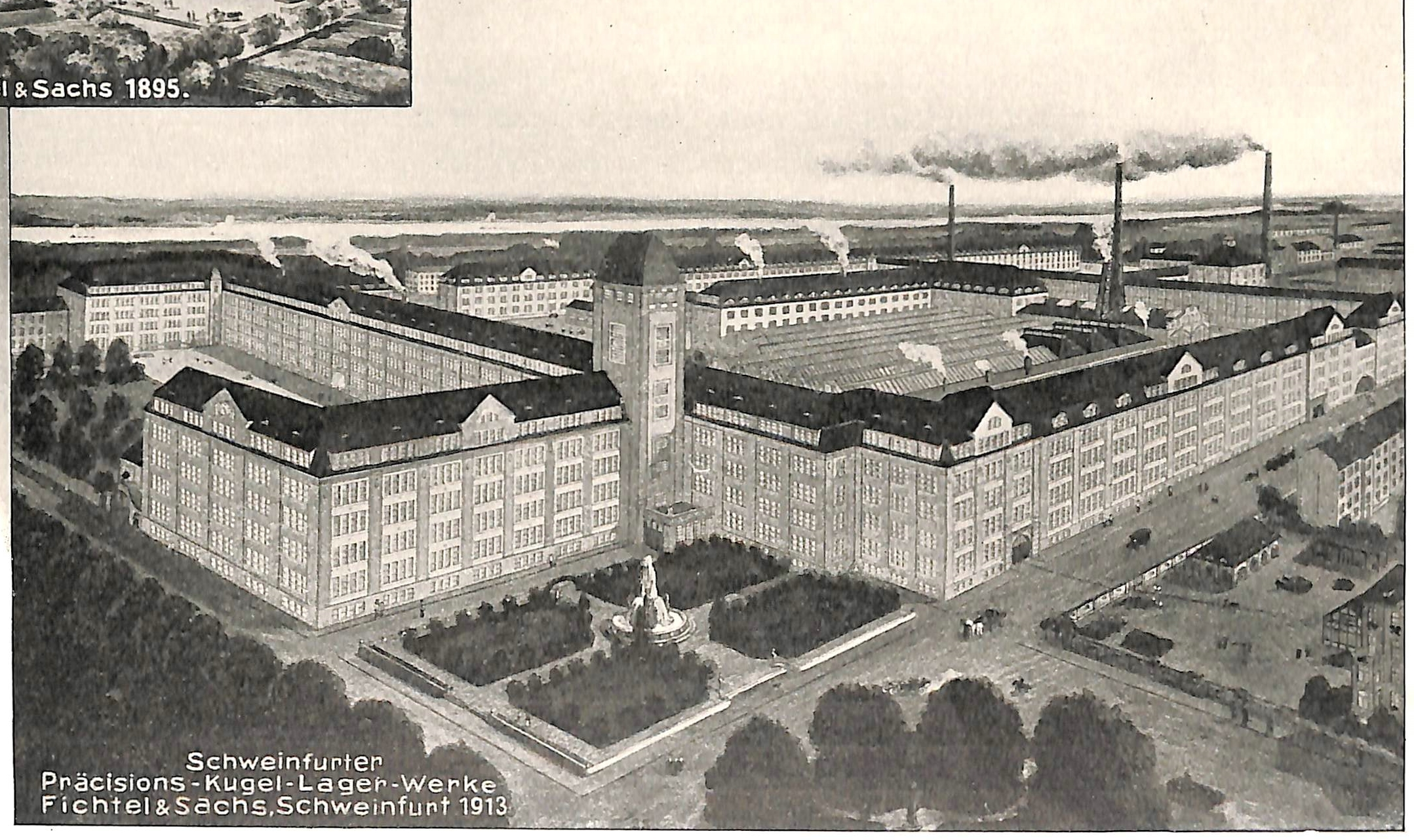
Planta de producción de Schweinfurt (1913)

El suegro de Sachs, Wilhelm Höpflinger, obtuvo una patente para el primer sistema de confinamiento de bolas que todavía se utiliza en la actualidad en la industria de los rodamientos. Antes de la Primera Guerra Mundial, Fichtel & Sachs era una de las empresas líderes en rodamientos, donde Sachs registró más de 100 patentes, así como en bujes de bicicleta. El negocio experimentó un nuevo impulso tras la conversión de varias de las fábricas a la producción de armamento durante la guerra, cuando el número de empleados aumentó de 5000 a 8000.
En 1911 Karl Fichtel murió y en 1912, para contrarrestar los elevados derechos de aduana, Sachs adquirió una fábrica en Černíč junto al río Ohře, en Bohemia. Algo más adelante, se construyó una fábrica subsidiaria en Estados Unidos. Durante los cuatro años de la guerra, el número de empleados de Fichtel & Sachs aumentó de 3000 a alrededor de 8000. Además de cubos y rodamientos de bolas de todo tipo, se fabricaban productos de blindaje en Schweinfurt. La planta principal actual (Planta Norte), situada entre Hauptbahnhof y la calle Ernst-Sachs-Straße, se basa en una fábrica de armas y proyectiles, que Fichtel & Sachs construyó primero aquí, en lo que ahora es el área de la Planta Este.
En 1919, el primer comité de empresa fue elegido en Fichtel y Sachs, un año antes de que la Ley de Comités de Empresa (Betriebsrätegesetz) se aplicara en todo el país.
En 1923, con graves problemas económicos debido a una inflación galopante, se produjo la transformación en empresa pública. Ese mismo año se fundó una sociedad de cartera de la empresa, Sachs GmbH, en Múnich. A finales del año 1927/1928, el número de empleados se elevó a un máximo provisional de 9026. La producción de bujes representó el 67% de la producción total, siendo el resto rodamientos. Sachs fundó una empresa de pensiones, Ernst-Sachs-Hilfe.

#### Período de entreguerras

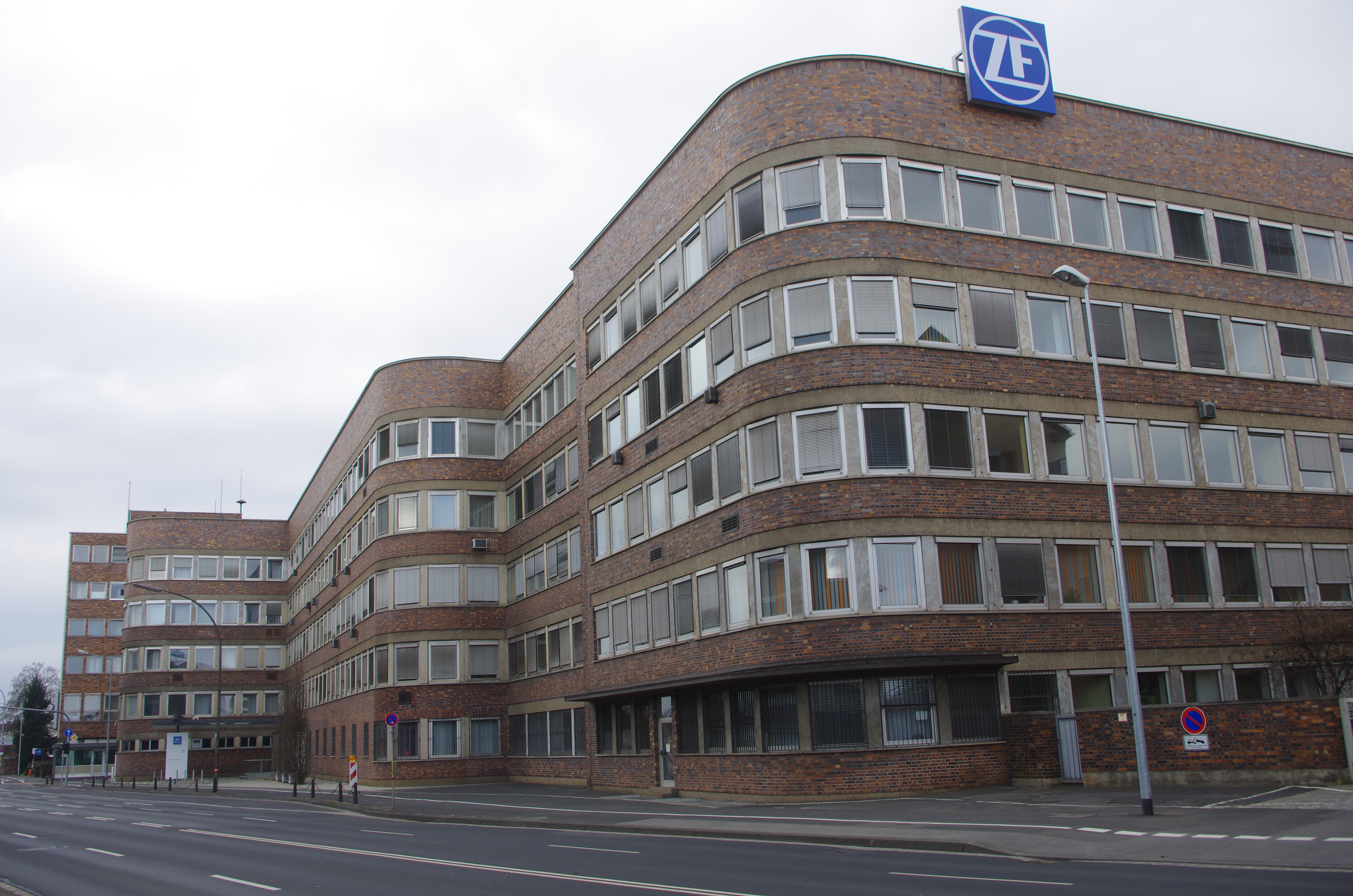
Calle Ernst Sachs 92 (Schweinfurt)

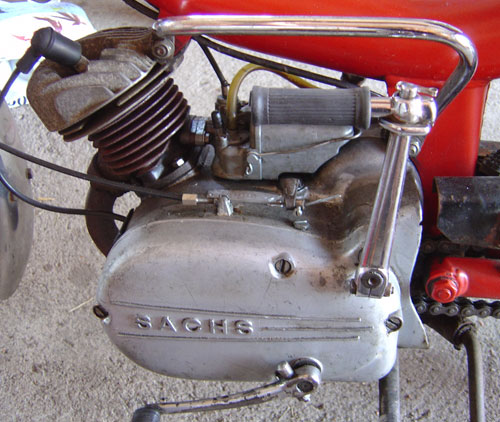
Motor de ciclomotor Fichtel y Sachs

En vísperas de la gran recesión de 1929/30, Ernst Sachs vendió (en 1929) la división de rodamientos que ocupaba a 3000 empleados, que representaban aproximadamente la mitad de la empresa, al conglomerado sueco SKF, que a su vez fusionó las empresas Schweinfurt Fries & Höpflinger AG, Maschinenfabrik Rheinland de Krefeld, Riebe-Werke y la producción de rodamientos de las fábricas de armas y municiones alemanas DWM, ambas en Berlín, para formar United Ball Bearings AG (VKF, desde 1953 SKF GmbH). Con las ganancias, Sachs pagó a los herederos de Fichtel e invirtió en negocios desvinculados del armamento, como embragues, motores pequeños y amortiguadores.

### Época de Willy Sachs

#### Nacionalsocialismo
En 1932, Ernst Sachs murió y su único hijo, Willy Sachs, se hizo cargo de la empresa. En 1937 presentó el Saxonette, un motor de 60 cc que se podía instalar en el buje trasero de las bicicletas.
Al comienzo de la Segunda Guerra Mundial, el número de empleados había alcanzado los 7000. Durante la guerra, no hubo cambios significativos en la gama de productos. Casi todos los carros de combate alemanes estaban equipados con acoplamientos Sachs. Sin embargo, en 1944, gran parte de la fuerza laboral de la empresa estaba integrada por trabajadores forzosos.
Al final de la guerra, el 67% de las instalaciones de producción habían sido destruidas por los bombardeos aliados.

#### Comienzo de la posguerra

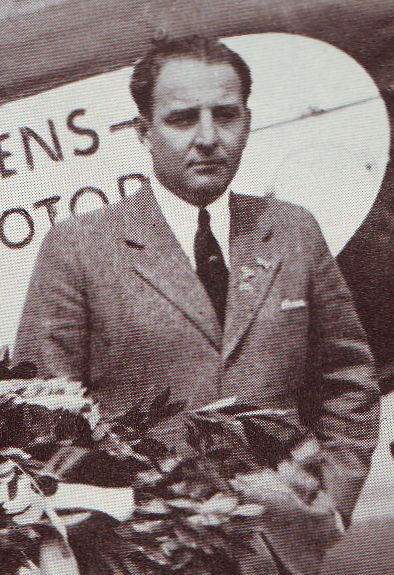
Willy Sachs

En 1956, la empresa presentó una transmisión semiautomática llamada Saxomat. Desde el final de la Segunda Guerra Mundial hasta mediados de la década de 1980, Fichtel & Sachs también produjo motores de gasolina de dos tiempos de un solo cilindro con capacidades de 50 a 400 centímetros cúbicos, que se denominaron StaMo. A partir de 1953 se construyó bajo licencia de Holder un motor diésel monocilíndrico de dos tiempos, que se utilizó inicialmente con 500, luego con 400 y 600 centímetros cúbicos, especialmente en tractores pequeños.

### Sucesor
El cónsul Willy Sachs murió en 1958. Su hijo Ernst Wilhelm Sachs fue nombrado miembro de pleno derecho de la junta ejecutiva. En 1960, se desarrolló el primer motor Wankel refrigerado por aire del mundo (para operaciones estacionarias). Desde entonces hasta mediados de la década de 1970, se produjeron pequeños motores rotativos de un solo rotor. Solo en la planta de Schweinfurt trabajaban más de 10.000 empleados. En 1967, Ernst Wilhelm Sachs dejó el consejo de administración de la empresa y, junto con su hermano Gunter Sachs, se convirtió en vicepresidente del consejo de supervisión. En el mercado mundial, Fichtel & Sachs pudo mantener una posición de liderazgo (en ocasiones dominante) en el mercado con sus cuatro productos principales: motores pequeños, bujes de bicicleta, embragues y amortiguadores, hasta la década de 1980.
En las décadas de 1960 y 1980, Fichtel & Sachs adquirió otras marcas y fabricantes tradicionales de bicicletas y componentes para bicicletas, como Hercules, Rabeneick, Huret, Maillard y Sedis.
En 1969, se colocó la primera piedra en Schweinfurt para una segunda planta de producción, la Planta Sur en la nueva zona industrial de Hafen-West, que duplica el tamaño de las instalaciones. En 1971, se construyó el departamento de carreras de Sachs, con registro y soporte para motocicletas de rally. En 1973, el programa de buje ancho se complementó con el cambio automático Torpedo-Automático de dos velocidades. Ernst Wilhelm Sachs murió en 1977 en un accidente de heliesquí en Val d'Isere.
En 1981, se creó la Fundación Fichtel & Sachs (África Occidental) Ltd. en Lagos (Nigeria), junto con Salzgitter AG. En 1986, Fichtel & Sachs comenzó a desarrollar prototipos para microcentrales energéticas combinadas e inició pruebas de campo de 10 años.

### Época de Mannesmann y Bosch/Siemens
Después de que la venta al grupo británico GKN de una participación mayoritaria fuera prohibida en 1977 por las autoridades de vigilancia financiera alemanas, tras la muerte de Ernst Wilhelm Sachs, la venta de la empresa quedó imposibilitada durante los 10 años siguientes debido a una cláusula de su testamento. En 1987, Gunter Sachs y las hijas de su hermano vendieron su participación a la empresa Mannesmann. En 1991, Mannesmann completó la adquisición y su entrada mayoritaria en Boge AG con su antigua oficina central en Eitorf, que también fue completamente absorbida dos años después.
En 1997 finalizó la construcción de motores, y la producción de engranajes de buje de bicicleta y otros componentes se vendió a SRAM. Sachs Bikes se hizo cargo de las actividades relacionadas con los vehículos de dos ruedas. Además, ese año Fichtel & Sachs pasó a llamarse Mannesmann Sachs. Como parte de la adquisición de Mannesmann por Vodafone, la compañía pasó en 2000 a formar parte de Mannesmann Atecs, (previamente fundada al efecto), y desde allí a integrase en un consorcio de compañías alrededor de Bosch y Siemens.

### Época de ZF Friedrichshafen
En 2001, Fichtel & Sachs fue vendida a ZF Friedrichshafen y renombrada como ZF Sachs en el mismo año. Sedis, el tradicional fabricante francés de cadenas de bicicleta, se vendió al holding industrial y de bicicletas indio 'Tube Investments'.
Ya en noviembre de 2002, se abrió un gran centro de desarrollo en Werk-Süd.
El 1 de agosto de 2011, la empresa se fusionó con ZF Friedrichshafen. Como resultado, ZF Sachs como empresa independiente, sus operaciones comerciales y la marca Sachs pasaron a liderar ZF Friedrichshafen.
La Planta Sur de Schweinfurt se ha ampliado continuamente desde la adquisición por parte de ZF, incluyendo un centro de investigación sobre plásticos y un centro de desarrollo para la movilidad eléctrica. En 2017, la ubicación de Schweinfurt, con 9500 trabajadores, casi alcanzó su número máximo de empleados del período de posguerra.

## Productos

### Gama de productos actual
La gama de productos actual procedente de las plantas de Schweinfurt de ZF Friedrichshafen AG incluye componentes de accionamiento como sistemas de embrague, convertidores de par, volantes bimasa, accionamientos eléctricos y módulos completos para vehículos híbridos, así como componentes de suspensión como amortiguadores y sistemas de amortiguación para automóviles, camiones, motocicletas y vehículos ferroviarios.
Ejemplos de productos:
- Nivomat (un término compuesto a partir de las palabras francesas niveau y automatique) es el nombre de una tecnología de control del nivel de la suspensión de un vehículo creada anteriormente por Mannesmann-Sachs (ahora ZF Sachs).[22][23] En comparación con el uso común de muelles, barras y amortiguadores en la suspensión de un automóvil, Nivomat reemplaza todos estos componentes con una sola unidad por rueda que proporciona amortiguación, control de conducción y una función de autonivelado. El sistema Nivomat incorpora de forma única una bomba interna que depende del movimiento relativo entre el eje y el chasis para proporcionar nivelación y amortiguación.

### Sachs-Motors
Fichtel & Sachs comenzó a producir un motor con una cilindrada de 74 centímetros cúbicos en 1930. Ya en 1932, le siguió un modelo con 98 centímetros cúbicos. En la década de 1930, se incluyó en el programa la bicicleta con motor auxiliar "Saxonette", motores estacionarios y de barco y motores de motocicleta. Después de la guerra, la antigua gama de motores se complementó con una gran cantidad de nuevos diseños con 50 centímetros cúbicos de desplazamiento para bicicletas, ciclomotores y motocicletas pequeñas y ligeras. Los motores de mayor cilindrada se utilizaron en motos de nieve y motocicletas.
El área de motores estacionarios se amplió con motores diésel de dos tiempos y motores de segadora con diferentes capacidades. Cabe destacar el desarrollo de una gama de motores Wankel en varios tamaños para una amplia variedad de aplicaciones. Después de la adquisición por la empresa Mannesmann, la producción de motores se detuvo en 1997.

### Componentes de bicicleta
Fichtel & Sachs produjo sus propios grupos de componentes de bicicletas hasta que SRAM adquirió la división de bicicletas a mediados de la década de 1990. Para la producción de frenos, Sachs cooperó con Modolo y en la producción de desviadores con Weinmann y Simplex.

## Renak en Reichenbach
En 1944, la producción del buje de rueda libre "Torpedo" se subcontrató, pasando de Schweinfurt a Reichenbach, en Vogtland. Al final de la guerra, se interrumpió la producción. En agosto de 1945, la operación fue asumida por el gobierno estatal de Sajonia y entregada a la URSS el 1 de noviembre de 1946, comercializándose como parte de Awtowelo. El 1 de mayo de 1952 se convirtió en la fábrica de piezas de vehículos VEB Fichtel & Sachs, Reichenbach, en la RDA. En 1956 se protegió la marca Renak para la empresa VEB Renak (bujes y plantas de acoplamiento Reichenbacher). A mediados de la década de 1960, la producción de piezas de bicicleta alcanzó un pico con las exportaciones a 40 países, pero fue declinando poco a poco y finalmente se detuvo la exportación.
El 1 de julio de 1990 tuvo lugar la transformación a RENAK-Werke GmbH. Se han descontinuado productos como cojinetes de dirección, pedalieres, piñones tensores y bujes de acero sin freno. Fichtel & Sachs AG se hizo cargo de la producción del jet hub. Bajo la administración de Treuhandanstalt, la empresa fue privatizada en varias secciones.
La unidad de negocio de componentes de bicicleta, que producía el buje de freno de montaña Univers (Torpedo), el Speed (Jet) y bujes de aluminio, se vendió a Flying Pigeon Bicycle Group Corporation (Tianjin) de China el 1 de abril de 1994, así como RENAK International GmbH con aproximadamente 30 empleados.
El 7 de marzo de 1994, se fundó Reichenbacher Hub and Bicycle Components GmbH y se preparó la producción de la dinamo de buje Enparlite (desconectada mecánicamente, con caja de cambios). A finales de 1994, la venta de la producción de Univers y Speed Hub, incluida la marca registrada RENAK Flying Pigeon, volvió a Reichenbacher Hubs y Fahrrad-Komponenten GmbH, que luego acortó su nombre a RENAK Komponenten GmbH.

## Reintroducción
La marca Sachs reapareció en 2018, convirtiéndose en un importante productor de bicicletas.